# 예스티
예스티(YesT Co. Ltd.)는 대한민국의 반도체 장비 기업이다.
본사는 경기도 평택시 진위면 마산12로 27에 위치해 있으며 대표이사는 강임수이다.

## 역사
2000년 3월에 주식회사 영인테크로 설립되었으며 2006년 1월에 현재의 상호로 변경하였다.

## 사업
2023년 기준 매출 비중은 반도체 장비가 62%, 디스플레이 장비가 32%, 그리고 기타 6%이다

## 특허분쟁
HPSP와 특허침해분쟁에 휘말려 있다
2024년 11월 특허심판원은 예스티가 청구한 3건의 권리범위 확인 심판에 대해서는 모두 각하 심결을 내렸다.

## 상장
2014년에 코넥스 시장에 상장하였으며 2015년 12월 16일 공모가 14,500원에 코스닥에 이전상장하였다.

## 참고문헌
1. ↑  "예스티, 고압 어닐링 장비 등 신규 장비 성과 기대" -한양증권, 뉴스핌, June 8, 2023
2. ↑  예스티 "우리도 HBM 수혜주…고압 어닐링 장비로 재도약", 한국경제, 2023.09.26
3. ↑  박성순, 한국IR협의회 기업리서치센터 종목분석보고서-예스티, 기업분석 예스티, 2023.11.09
4. ↑  최재호, 하나증권 기업분석_스몰캡_Report-예스티, 최재호
5. ↑  HPSP와 특허분쟁에 주가 23%↓...예스티 장동복 대표 "특허침해 전혀 아니다", 디일렉, 2023.09.11
6. ↑  김종용, 특허소송 승기 잡은 HPSP, 12% 급등…예스티는 하한가, 조선비즈, 2024.11.01